# 413
Починається падіння Західної Римської імперії.
Римська імперія розділена на дві частини. У Східній Римській імперії триває правління Феодосія II. У Західній формально править Гонорій, але більша частина території окупована варварами або узурпаторами. У Китаї правління династії Цзінь. В Індії правління імперії Гуптів. У Японії триває період Ямато. У Персії править династія Сассанідів.
На території лісостепової України Черняхівська культура. У Північному Причорномор'ї готи й сармати. Історики VI століття згадують плем'я антів, що мешкало на території сучасної України приблизно з IV сторіччя. З'явилися гуни, підкорили остготів та аланів й приєднали їх до себе.

## Події
- Узурпатор Геракліан висадився з великою армією в Італії, але зазнав поразки від сил імператора Гонорія в Умбрії. Він утікає в Карфаген, але все ж не уникає страти.
- Імператор Гонорій зменшує податки в італійських провінціях, сплюндрованих готами.
- Візіготи під проводом Атаульфа взяли Тулузу й Бордо. Облога Массилії. Після штурму Валенсії вони захопили узурпатора Йовіна та його брата Себастіана й стратили їх у Нарбонні, а голови послали Гонорію.
- Августин Аврелій починає писати Місто Бога у відповідь на закиди, що християнство призвело до занепаду Римської імперії.
- Зникла короткочасна китайська держава Західна Шу.

## Померли
- Геракліан, узурпатор.